# Olszyny (gmina Wojnicz)
Olszyny – wieś w Polsce, położona w województwie małopolskim, w powiecie tarnowskim, w gminie Wojnicz. W latach 1975–1998 miejscowość należała administracyjnie do województwa tarnowskiego.

## Położenie i ludność
Miejscowość położona jest na Pogórzu Wiśnickim. Pola i zabudowania Olszyn znajdują się na lewym brzegu Dunajca, zajmując szeroką w tym miejscu jego dolinę i dolinę uchodzącego do niego potoku, oraz okoliczne wzgórza. Przez wieś przebiega droga wojewódzka nr 975. W 2008 roku miejscowość miała powierzchnię 693,05 hektarów i liczyła 925 mieszkańców.

## Integralne części wsi
| SIMC    | Nazwa              | Rodzaj    |
| ------- | ------------------ | --------- |
| 0836069 | Góry Olszyńskie    | część wsi |
| 0836075 | Krasówka           | część wsi |
| 0836081 | Podgórze           | część wsi |
| 0836098 | Równie Olszyńskie  | część wsi |
| 0836112 | Szkodna Północna   | część wsi |
| 0836106 | Szkodna Południowa | część wsi |

## Zarys historii
Wieś wzmiankowana po raz pierwszy w 1441 roku jako własność Deresława Białonia z Więckowic, który ufundował tu kościół, stanowiła własność szlachecką i magnacką.
Parafię pw. Imienia Najświętszej Maryi Panny w Olszynach erygował 9 kwietnia 1442 roku biskup krakowski Zbigniew Oleśnicki. Należy do dekanatu w Wojniczu w diecezji tarnowskiej i obejmuje wsie Olszyny, Roztoka i Sukmanie.
Obecny kościół parafialny wzniesiono w latach 1870–1875; w kościele zabytkowa chrzcielnica z 1530 roku i krucyfiks z XV wieku; do końca XIX wieku znajdowała się tu późnogotycka rzeźba św. Anny Samotrzeć z lat 1480–1490, wykonana przez Wita Stwosza, przekazana następnie do Muzeum Diecezjalnego w Tarnowie, skąd zagrabili ją Niemcy w czasie II wojny światowej. W sierpniu–wrześniu 2015 roku doszło do zniszczenia polichromii Jerzego Nowosielskiego z lat 1956–1957 na ścianie ołtarzowej i sklepieniu kaplicy. Polichromia nie była wpisana do rejestru zabytków.
W czasie I wojny światowej w Olszynach miały miejsce potyczki między wojskami austro-węgierskimi i rosyjskimi. Pozostał po nich cmentarz wojenny nr 286 – Olszyny.

## Zabytki
Obiekty wpisane do rejestru zabytków nieruchomych województwa małopolskiego.
- Kościół parafialny pw. Imienia Najświętszej Maryi Panny;
- cmentarz wojenny nr 285.

## Osoby związane z miejscowością
- Józef Cieśla – porucznik rezerwy administracji Wojska Polskiego, kawaler Krzyża Walecznych, ofiara zbrodni katyńskiej.